# 胡荣华
胡荣华（1945年11月14日—），生于上海，原籍江苏盐城，中国象棋特级大师。棋界人称“胡司令”。少年时代曾师事名手窦国柱、徐大庆。

## 成绩
- 50年代末即参加上海市象棋成年组比赛，战绩良好。
- 1960年初次参加全国比赛即夺得个人冠军，时年仅15岁。至1979年共十次蝉联全国冠军，有棋坛“十连霸”之称。
- 1983、1985、1997年與2000年又四次夺得全国冠军，集最年輕與最年長（55岁）冠軍於一身。
- 80年代曾五次夺得“五羊杯”赛冠军。
- 1988年获第一届象棋“棋王”赛冠军。
- 曾为上海队夺得1960、1979、1986、1991、1994年五届全国团体赛冠军立下战功。
- 1980～1990年间六届“亚洲杯”象棋赛、1990年第一届世界象棋锦标赛团体冠军中国队的主力队员之一。
- 1984年获第一届“七星杯”中国象棋国际邀请赛冠军。1991、1993年获第五、六届亚洲城市名手赛冠军。
- 1982年获象棋特级大师称号。1988年获特级国际大师称号。1982、1991年两次获中国国家体委颁发的“体育运动荣誉奖章”。

## 棋风
- 胡荣华最善下盲棋，且善弈“盲目车轮战”，战绩卓著。这是他在中国大陆文化大革命期间，在棋队停止活动后，他潜心自我锻炼取得的成果之一。
- 他博闻强记，算计深远，运筹准确，可以同时和14个人对弈，1977年，他在澳门进行盲棋表演，同時與4位棋手對弈，取得2胜2和的战绩，被誉为象棋界的超级强人。
- 胡技术全面，布局时有创新，能根据不同对手的特点，灵活运用战术。擅长飞相局、反宫马、顺手炮等局法。中局鏖战常出奇兵险着，克敌制胜。
- 胡荣华对象棋战略战术的研究，独辟蹊径，不落俗套，比赛中常以奇兵克敌，研究中也自有精粹，1983年新加坡出版了他名著《反宮馬專集》一书，就足以说明。就是过去象棋比赛中不常流行的布局，他却另有见地。
- 在后手反宫马，先手飞相等许多不被人注意的布局中，都有新的精深独到的研究。

## 著述
- 著有《反宫马专集》、《胡荣华象棋自战解说谱》、《胡荣华飞相百局》、《十连冠的棋艺精华》（与徐天利合著）。另有汇编他多年弈战对局的《胡荣华对局集》（上下册）、《旷代棋王胡荣华全集》（共三卷）两种。

## 现任
- 现任上海棋院院长；中国象棋协会副主席；亚象联第一副会长；象棋国家级教练员。

## 外部連結
- 胡榮華的新聞
- 胡榮華智取陳孝堃 （页面存档备份，存于）
- 八十年代的胡榮華
- 胡榮華笑侃「胡榮華現象」